# Bandage
Bandage (バンデイジ?, Bandeiji) è un film del 2010 diretto da Takeshi Kobayashi e basato sul romanzo Good Dreams di Chika Kan.
Ambientato nel mondo della musica giapponese dei primi anni novanta del XX secolo, caratterizzato da un'esplosione di popolarità per i gruppi rock, il film racconta la storia della band LANDS e del triangolo sentimentale fra due membri e una loro fan.

## Trama
Giappone, 1991, La studentessa liceale Miharu fa conoscere alla sua compagna di classe Asako la rock band indie LANDS, di cui diventa subito grande fan, in particolare del chitarrista Yukiya. Una sera le due vanno ad assistere a un concerto dei LANDS e riescono fortuitamente ad accedere al backstage dove incontrano il bassista Kenji e il cantante Natsu, leader della band: costui resta immediatamente affascinato da Asako e con alcuni stratagemmi la invita prima a cena, poi a vedersi settimanalmente, e infine ad assistere alle prove musicali in studio nel tentativo di sedurla.
La manager Yukari però ritiene che la presenza di Asako distragga i musicisti, già in cattivi rapporti fra loro, e la caccia in malo modo. Natsu organizza quindi un piano per riappacificare e avvicinare le due donne: manda Asako a casa di Yukari mentre quest'ultima è malata, così che la aiuti e la sostituisca temporaneamente come manager della band. Con il tempo Asako entra sempre più nella gestione della band e, dopo il diploma, viene assunta dalla casa discografica dei LANDS come loro assistente.
In un periodo di inusuale concordia fra i musicisti e con lo staff, i LANDS pubblicano il singolo di enorme successo Genki che li fa diventare celebri; il brano è però scritto dal solo Natsu e non in collaborazione con gli altri membri. Il successivo singolo Yūki, sempre del solo Natsu, si rivela un grande flop che scoperchia i malumori interni ai LANDS, in particolare di Yukiya e della tastierista Arumi che vedono in Asako la causa del protagonismo di Natsu e del conseguente insuccesso della band.
Una sera Yukiya prova a sedurre Asako e riesce a strapparle un bacio, ma è solo una strategia del chitarrista per suscitare la rabbia di Natsu e rompere la sua relazione con la ragazza. Asako si allontana dai LANDS e da Natsu; questi a sua volta quale perde la fiducia degli altri membri e la band si scioglie.
Qualche tempo dopo Asako reincontra Miharu che la invita ad assistere a un concerto della sua band, le Happies. Asako è affasciata dalla loro musica e decide di mettere a frutto la sua esperienza con i LANDS diventando la loro manager. Nel giro di qualche mese riesce a trovare un'etichetta discografica interessata e a far firmare alla band un contratto, ma mentre si trova in studio si imbatte in Yukari, l'ex manager dei LANDS, che le indica che lì in un'altra stanza c'è qualcuno che forse vuole incontrare.

## Produzione
Il soggetto è basato sul romanzo Good Dreams di Chika Kan, inizialmente mandato (ancora inedito) dall'autrice al regista Shunji Iwai per il suo progetto Playworks, atto a ricevere idee, copioni e materiali innovativi dal pubblico. Colpito dal romanzo, il regista ne ha scritto a quattro mani con l'autrice una riduzione in dramma radiofonico intitolata Bandage e trasmessa dall'emittente Tokyo FM fra il 2 febbraio e il 31 marzo 2005.
Nello stesso anno è stata avviata la pre-produzione di un omonimo film cinematografico scritto ancora dalla coppia Kan & Iwai e diretto da Ryūhei Kitamura, ma il progetto non si è poi concretizzato. Nel 2008 è partito un secondo tentativo, stavolta riuscito, con la stessa sceneggiatura e la regia affidata stavolta al musicista Takeshi Kobayashi, collaboratore storico di Iwai al suo debutto come regista cinematografico.
Il romanzo Good Dreams è stato pubblicato nel 2009 in digitale da Tower Records e in forma cartacea da Kadokawa Shoten.